# Wincentów (powiat konecki)
Wincentów – wieś sołecka w Polsce położona w województwie świętokrzyskim, w powiecie koneckim, w gminie Końskie.
W latach 1975-1998 miejscowość należała administracyjnie do województwa kieleckiego.
Według publikacji „Tabella miast, wsi, osad, Królestwa Polskiego, z wyrażeniem ich położenia i ludności, alfabetycznie ułożona w Biórze Kommissyi Rządowéy Spraw Wewnętrznych i Policyi” (tom II z 1827 r.), Wincentów jako własność prywatną zamieszkiwały 24 osoby w 4 budynkach mieszkalnych. „Słownik geograficzny Królestwa Polskiego i innych krajów słowiańskich” (tom XIII z 1893 r.), podaje że w Wincentowie było wówczas 11 domów, 67 mieszkańców, 119 morgów dworskich i 15 morgów włościańskich, a wieś określona była mianem „Wincentów Grabkowskich” (wcześniej określana mianem „Wincentów Małachowskich” posiadała 5 domów, 23 mieszkańców, 1 mórg dworski, 72 morgi włościańskie i wchodziła w skład dóbr Końskie). Według „Skorowidza miejscowości Rzeczypospolitej Polskiej” (tom III z 1925 r.), opracowanego na podstawie wyników Pierwszego Powszechnego Spisu Ludności z 30 września 1921 r. i innych źródeł urzędowych, w Wincentowie znajdowały się 23 budynki mieszkalne. Wincentów zamieszkiwały wtedy 132 osoby, w tym 63 mężczyzn i 69 kobiet. Wszystkie 132 osoby z Wincentowa, były w ówczesnym czasie wyznania rzymskokatolickiego. 
8 listopada 1944 r. około godziny 21 w granicach miejscowości miała miejsce Bitwa pod Wincentowem. 550-osobowy wówczas oddział, uchodząc kolejnej obławie, wpadł w niemiecką zasadzkę przy przekraczaniu szosy Końskie - Kielce między wsiami Brody i Wincentów (partyzanci 25 Pułku Piechoty Armii Krajowej pod dowództwem mjr. Rudolfa Majewskiego (ps. „Roman”, nast. „Leśniak”)). Ponad 350 partyzantów, w tym większość oddziału por. Adolfa Dawida Plicha (ps. „Pistolet”, nast. „Góra”, nast. „Dolina”), przebiło się na drugą stronę szosy, ale ponad 200 się to nie udało. Część rozproszyła się, a część dołączyła do oddziałów z rozformowanego już pułku. Bitwa pod Wincentowem była bowiem ostatnią bitwą pułku. Następnego dnia jednostka została rozwiązana. Dowódca większość żołnierzy zdemobilizował, a z pozostałych stworzył mniejsze oddziały, które miały działać samodzielnie. W 1996 r. w miejscu zdarzenia został usytuowany kamienny obelisk z tablicą upamiętniający bitwę.
Od 1995 r. miejscowość znajduje się na terenie Konecko-Łopuszniańskiego Obszaru Chronionego Krajobrazu.
W 1996 r. i 1997 r. na terenie Wincentowa jak i sąsiednich miejscowości miały miejsca prace archeologiczne, podczas których w Wincentowie utworzono 2 stanowiska archeologiczne świadczące o śladach osadnictwa (w centralnej i północno-wschodniej części miejscowości). Podczas prac w Wincentowie odnaleziono 1 odłupek krzemienny z neolitu/epoki brązu i 1 fragment ceramiki (kultura trzciniecka). W granicach Wincentowa z Gatnikami odnaleziono dodatkowo 2 fragmenty ceramiki z epoki brązu (kultura łużycka), a w granicach Wincentowa z Nowym Dziebałtowem odnaleziono dodatkowo 1 fragment ceramiki z epoki brązu (kultura trzciniecka), świadczące o śladach osadnictwa oraz 4 fragmenty ceramiki z wczesnej epoki brązu (kultura trzciniecka), świadczące o obecności osady.
W Wincentowie przy drodze wojewódzkiej nr 728, za wsią w kierunku miejscowości Gatniki, znajduje się zabytkowa figura z kamienia św. Jana Nepomucena z 1789 r. w nowej kapliczce, która to pierwotnie znajdowała się w murowanej, jednokondygnacyjnej, przydrożnej kapliczce o rzucie kwadratowym w centralnej części miejscowości, przy skrzyżowaniu na obszarze obecnego sklepu sieci Dino. W 1885 r. kapliczka najprawdopodobniej była remontowana, a w 1966-1967 uległa rozbiórce. Kapliczka posiadała kubaturę 16,5 m³, powierzchnię 9 m², ściany z kamienia i cegły, wiązania dachu drewniane, dwuspadowy dach kryty gontem, na szczycie trójkątnym płaskorzeźby (herb z datami 1789 i 1885). Nie odnotowano zniszczeń wojennych. W centralnej części miejscowości znajduje się także przydrożny, murowany krzyż z 1954 r., przydrożny, metalowy krzyż w północnej części Wincentowa oraz drewniany tzw. „Zielony krzyż” w lesie we wschodniej części miejscowości.
Przez miejscowość od 2013 r. przebiega Wschodni Szlak Rowerowy Green Velo. Powstanie trasy rowerowej w miejscowości związane jest z przebudową drogi wojewódzkiej nr 728 w 2013 r., podczas której rozbiórce uległo 5 domów mieszkalnych. Wzdłuż tejże drogi znajdują się 4 przystanki autobusowe.
W 2015 r. w granicach Wincentowa z Gatnikami uruchomiona została stacja paliw BP z automatyczną myjnią samochodową, sklepem, altaną, a obecnie także punktem gastronomicznym Wild Bean Cafe.
W miejscowości od 2020 r. działa Koło Gospodyń Wiejskich „ALEBABKI” w Wincentowie.
W 2023 r. w Wincentowie zostały nadane nazwy ulic, tj. Kaszmirowa, Aksamitna, Jedwabna, Lniana, Konopna, Satynowa i Atłasowa.
W miejscowości 24 sierpnia 2024 r. oddana do użytku została nowo wybudowana świetlica wiejska. Na placu wiejskim oprócz świetlicy znajduje się także plac zabaw, siłownia plenerowa, boisko sportowe i altana wiejska.
W 2024 r. w Wincentowie został uruchomiony supermarket sieci Dino.
Wincentów należy do rzymskokatolickiej parafii św. Rafała Kalinowskiego w Dziebałtowie, należącej do dekanatu koneckiego w diecezji radomskiej, której proboszczem od 2021 r. jest ks. Jarosław Wasilewski.
W Wincentowie znajdują się obecnie m.in.: odlewnia żeliwa, skład materiałów budowlanych, punkt produkcji narzędzi ogrodowych i budowlanych, punkt obróbki metali, punkt produkcji mebli, skład opału, punkt mechaniki pojazdowej.
Na terenie wsi znajdują się głównie bory sosnowe i łąki z dwoma prywatnymi stawami. Przez miejscowość przepływa niewielka rzeka (struga), przecinając drogę wojewódzką nr 728 w południowej części wsi.
Od 2019 r. sołtysem wsi Wincentów jest Ewa Patynowska.

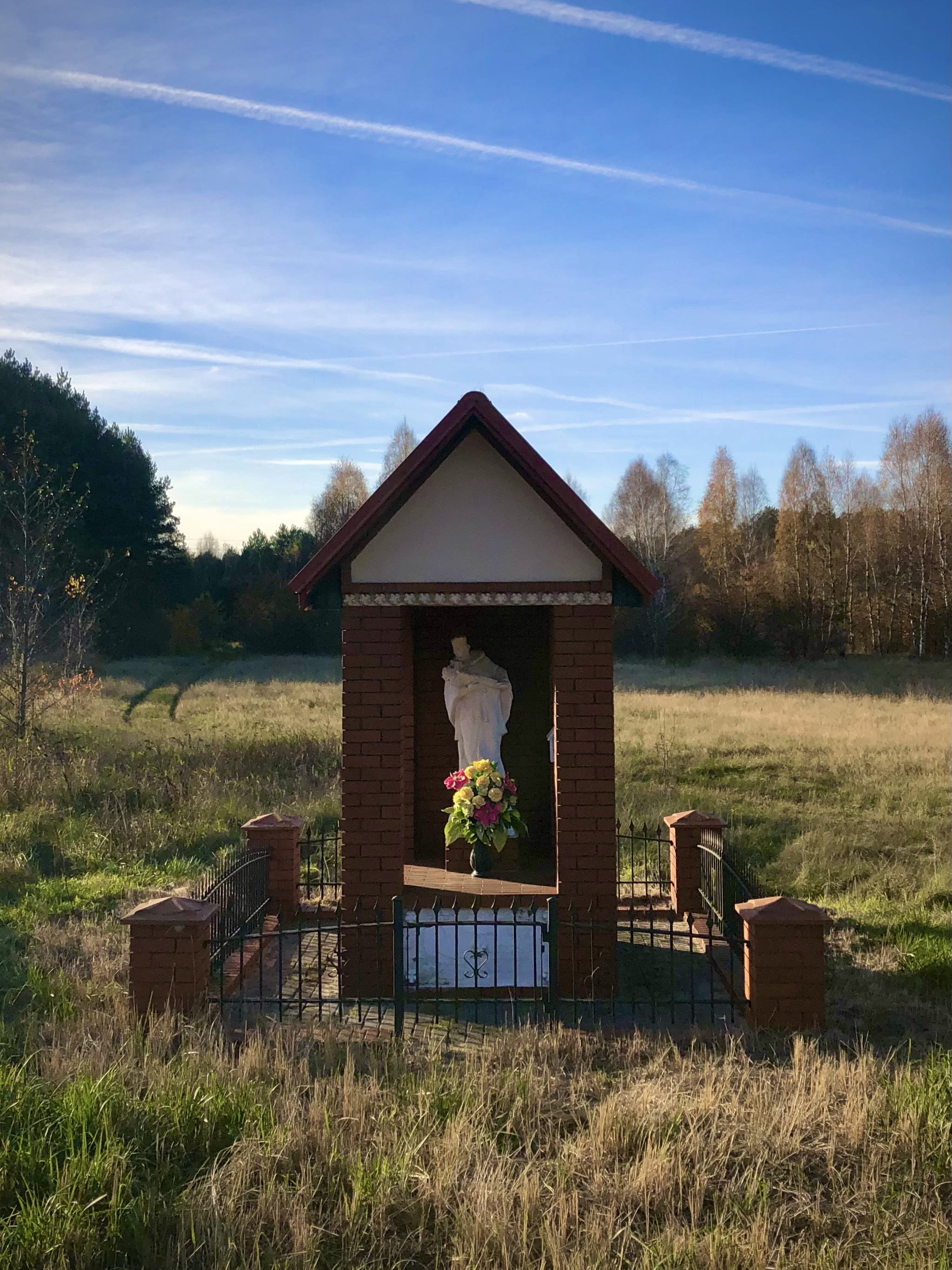
Kapliczka z zabytkową figurą św. Jana Nepomucena z 1789 r.
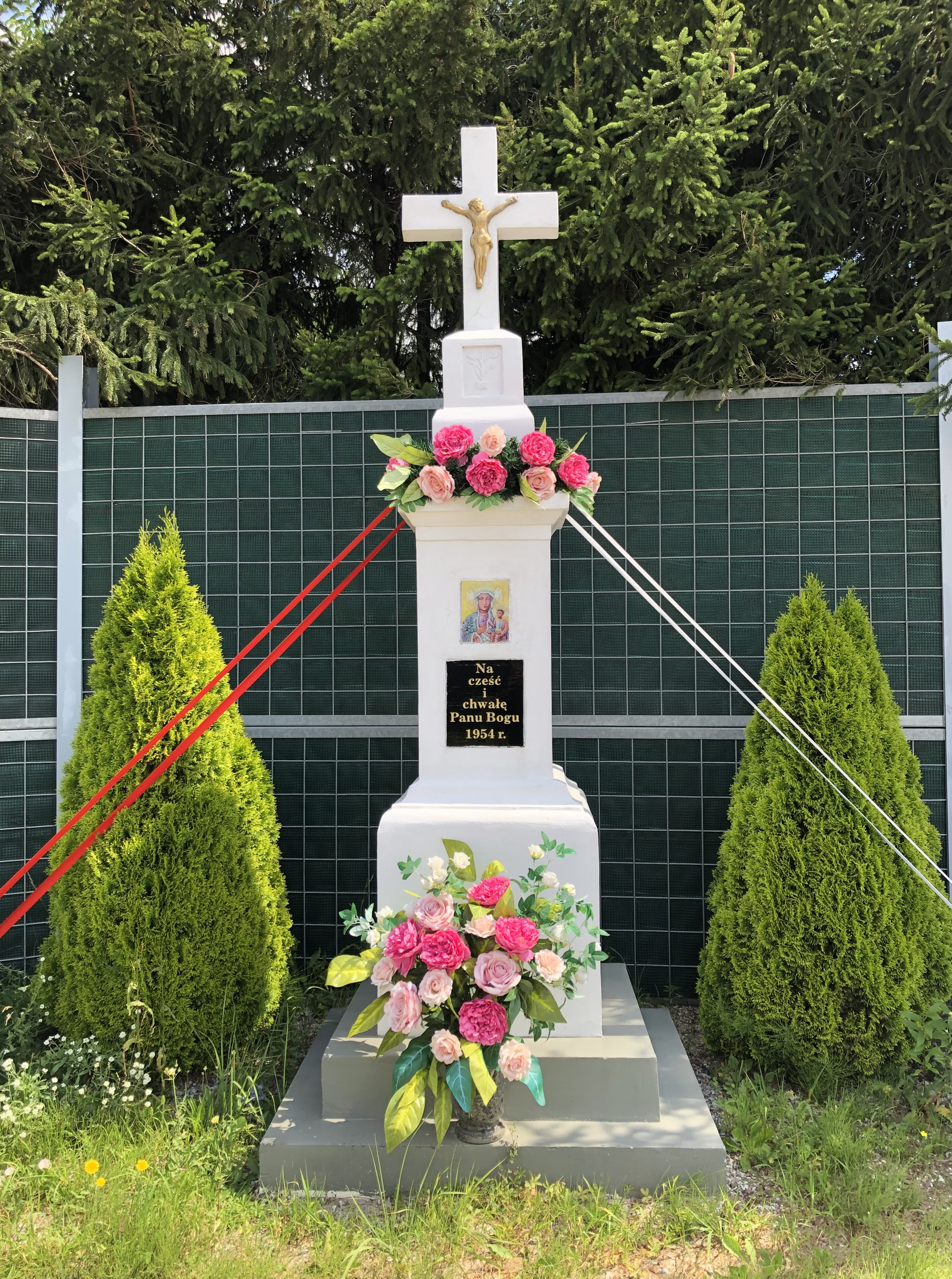
Krzyż przydrożny z 1954 r. w centralnej części Wincentowa
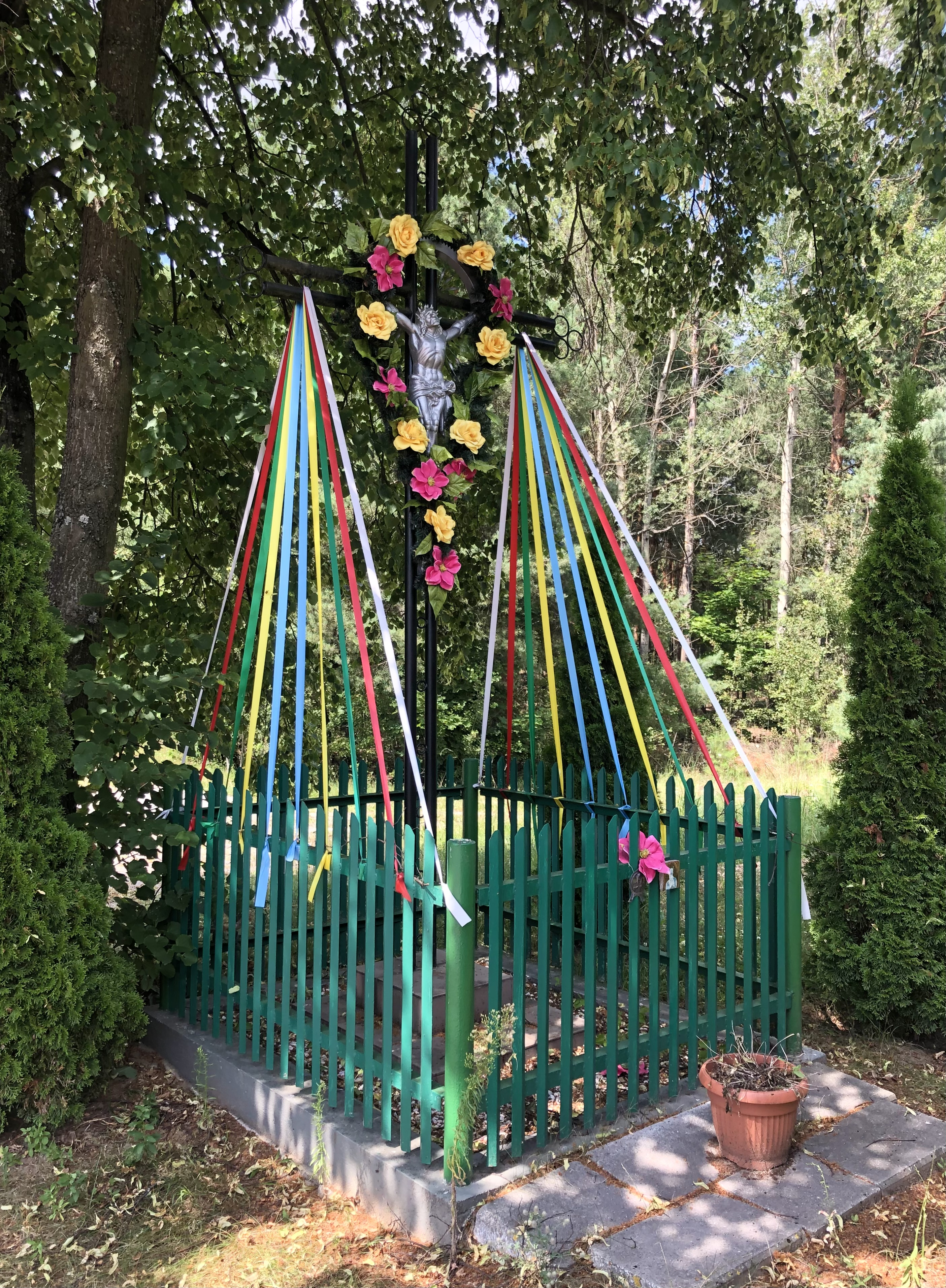
Krzyż przydrożny w północnej części Wincentowa
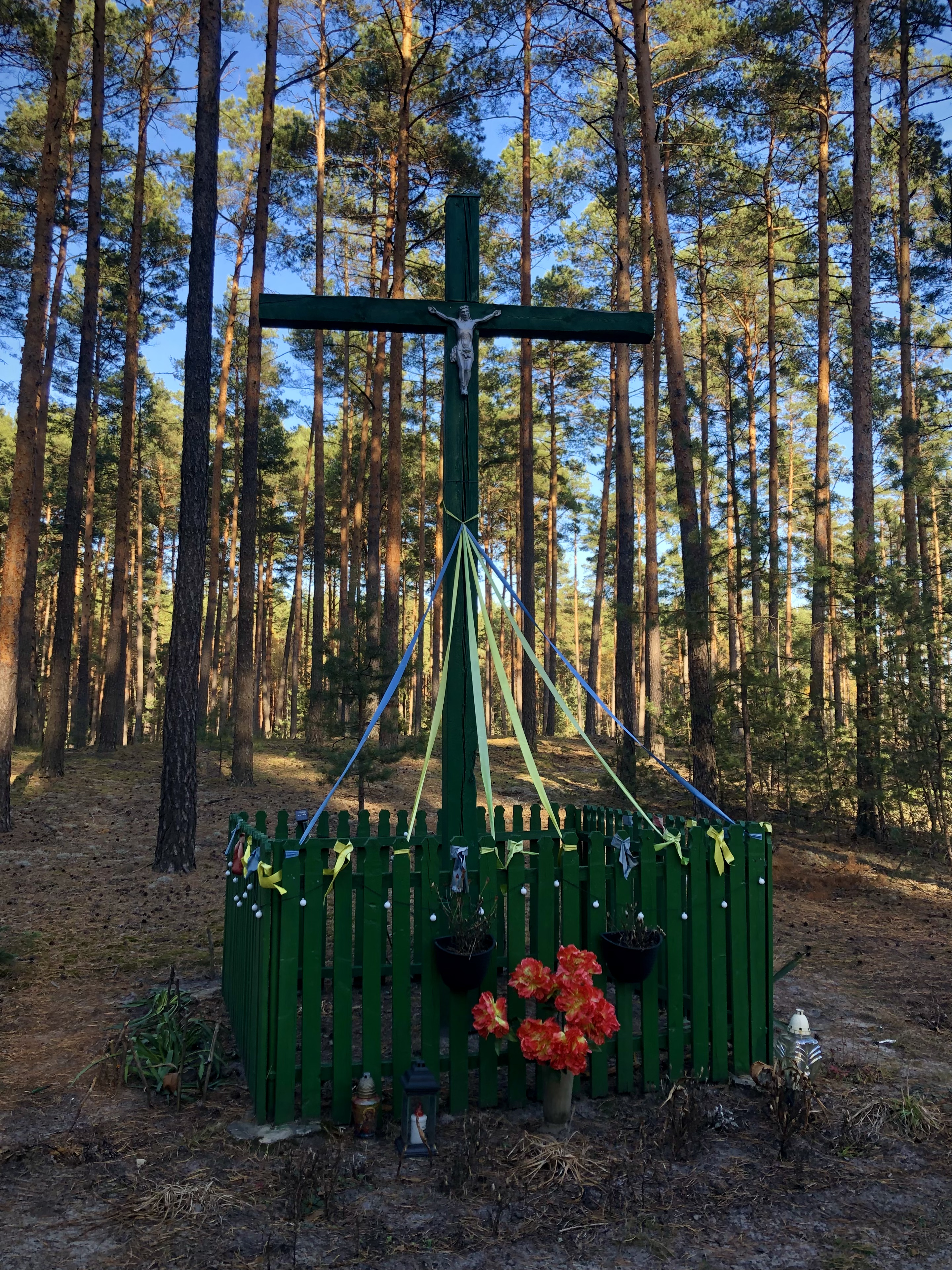
„Zielony krzyż” w lesie we wschodniej części miejscowości

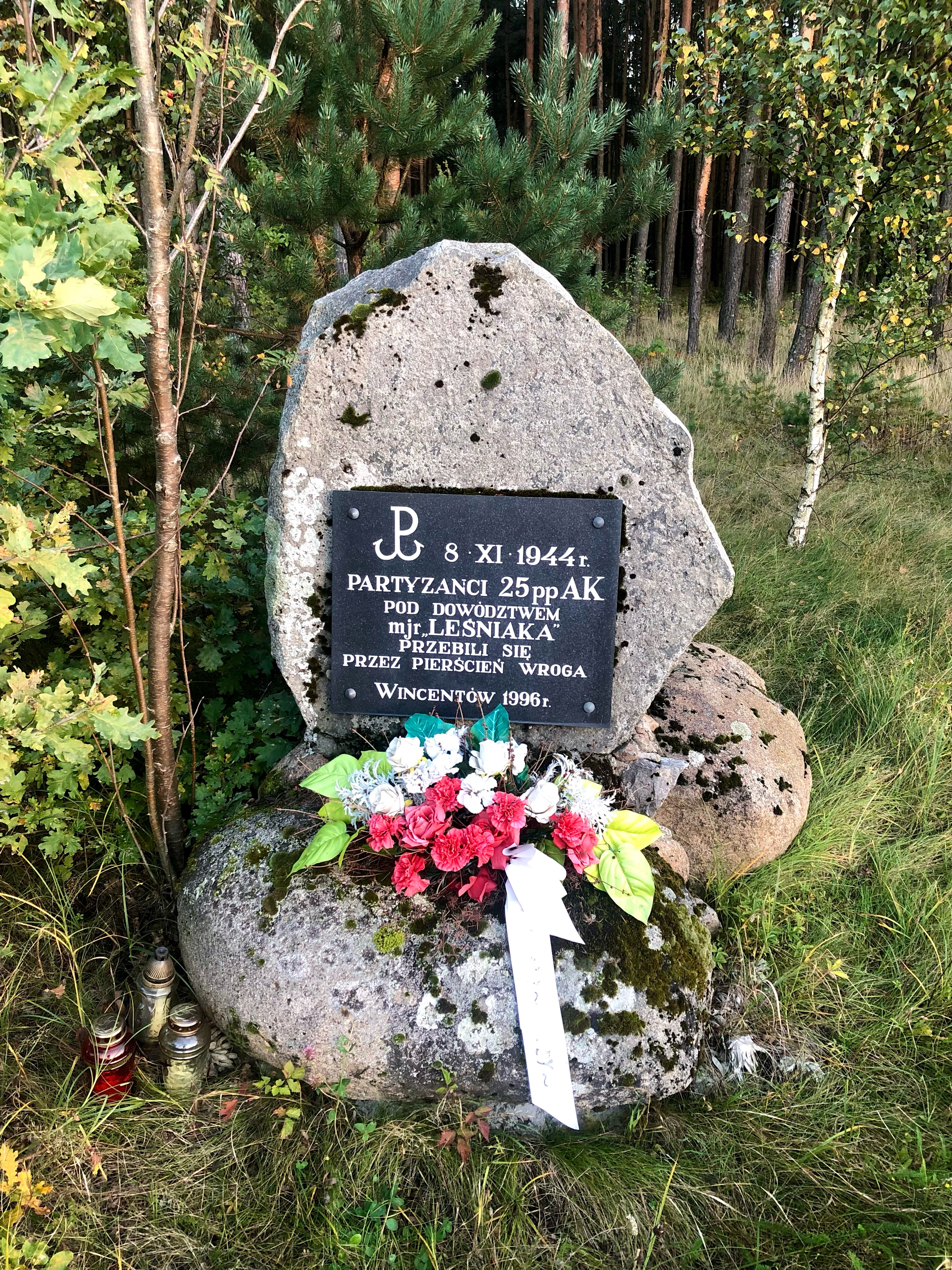
Upamiętnienie przebicia się przez pierścień wroga partyzantów AK
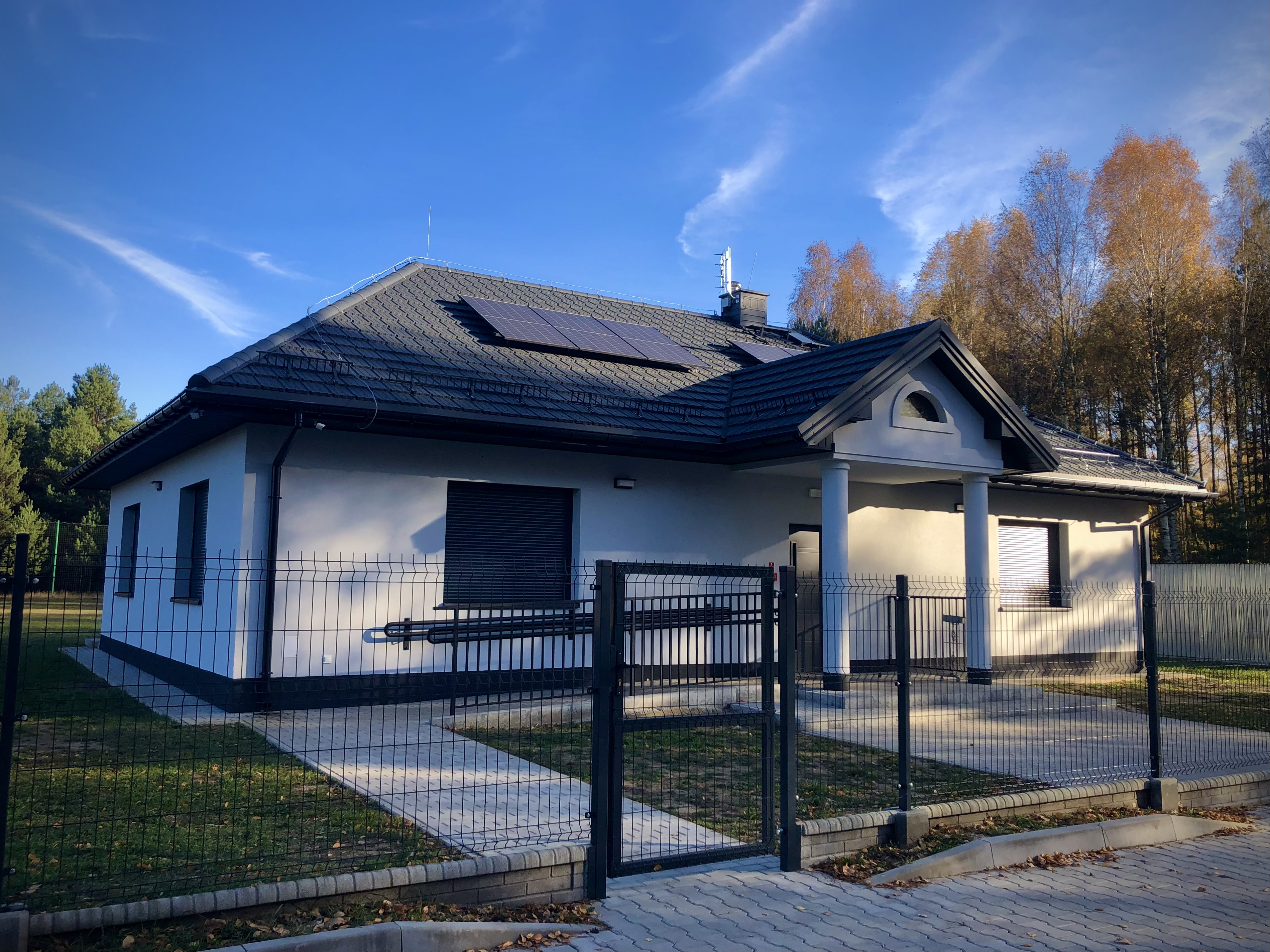
Świetlica wiejska w Wincentowie
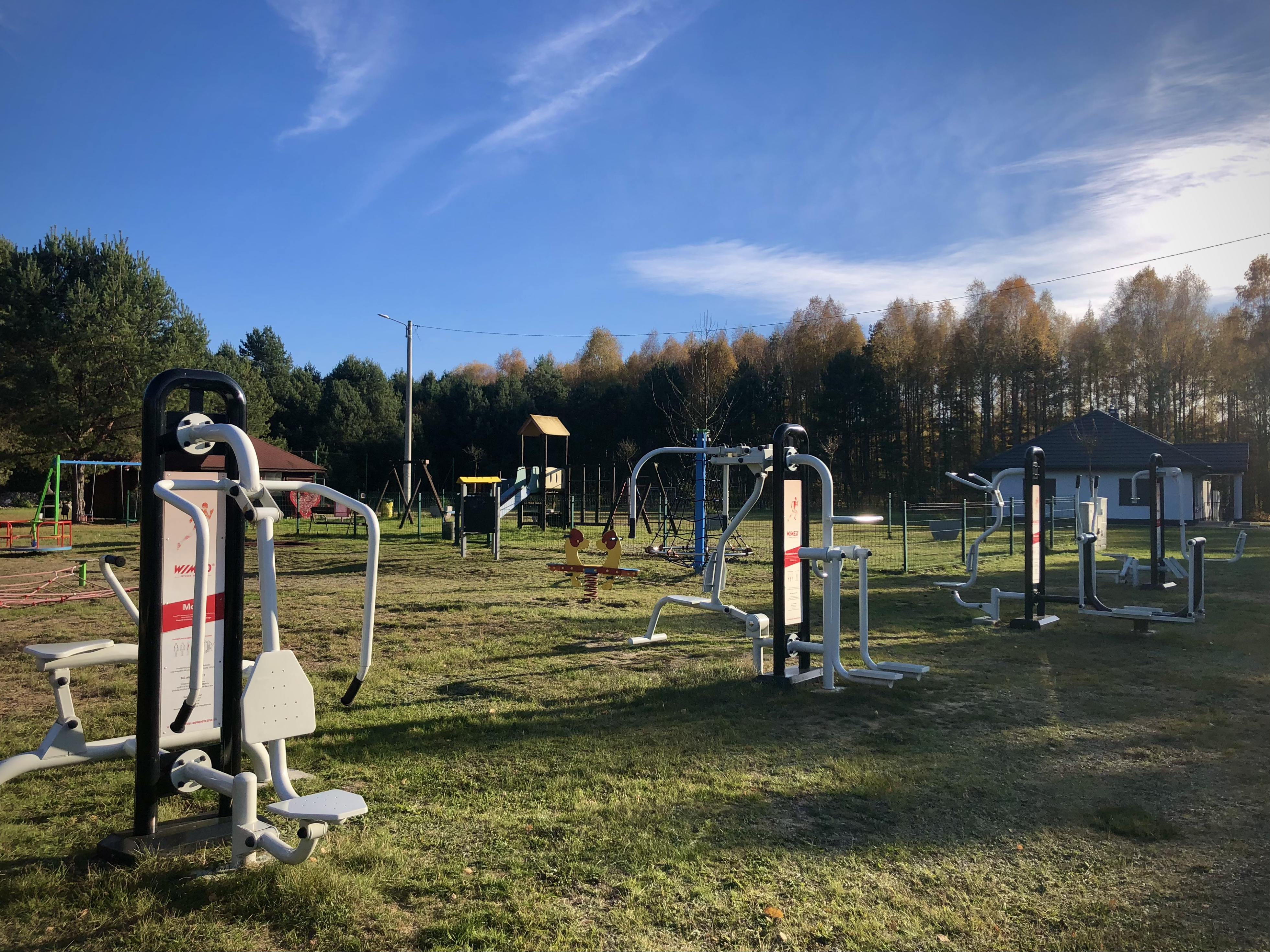
Plac wiejski w Wincentowie
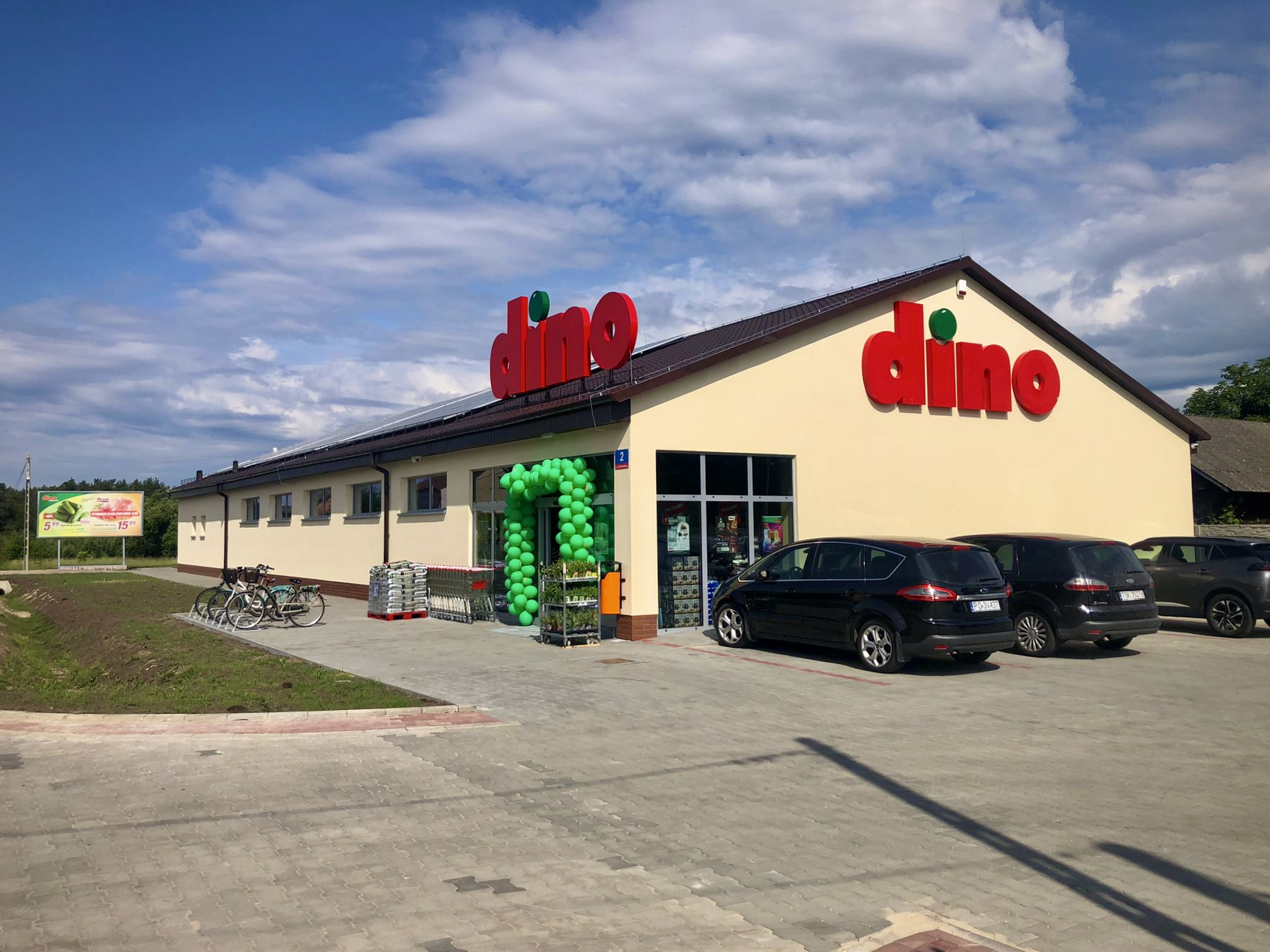
Supermarket sieci Dino w Wincentowie
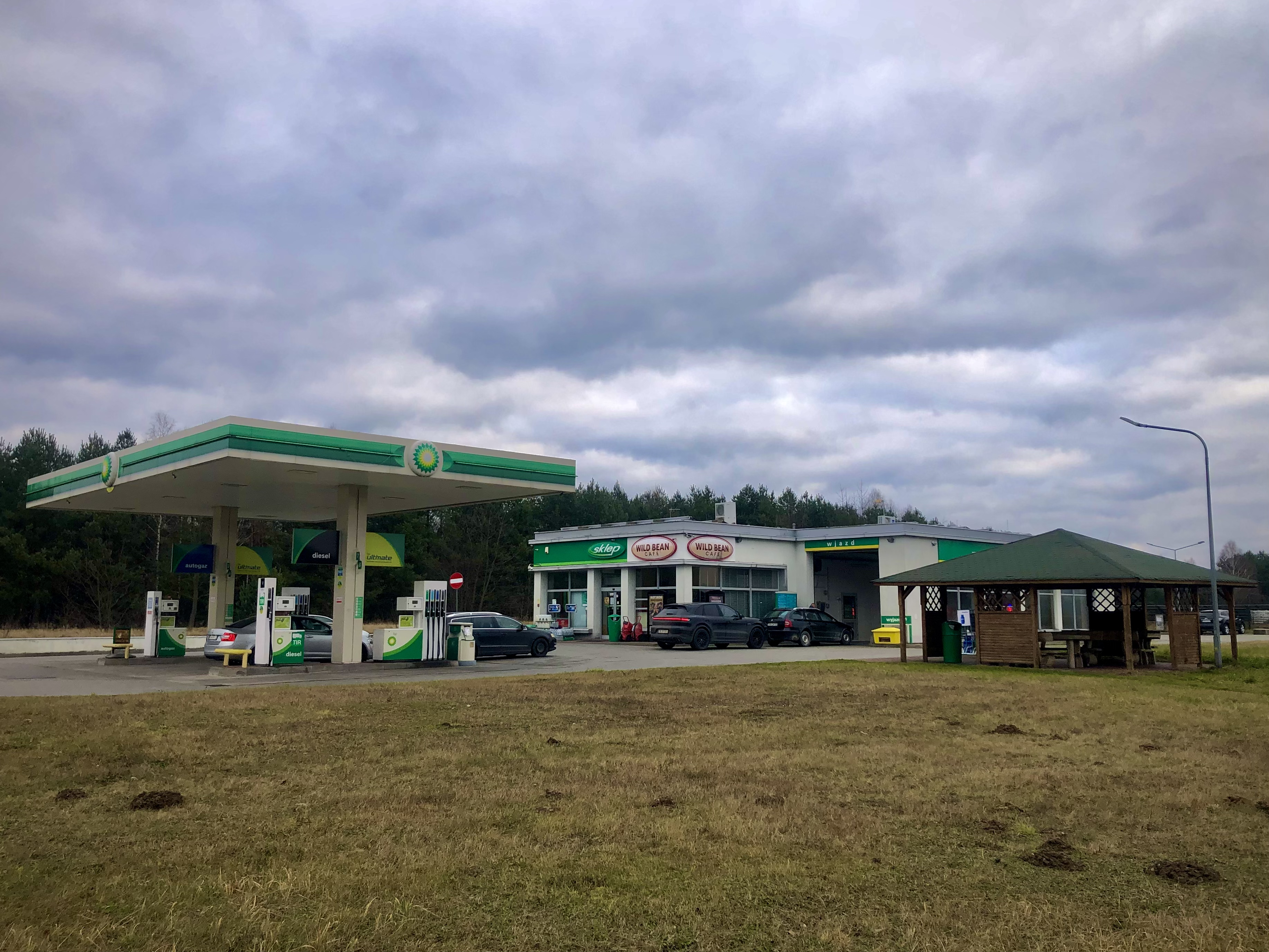
Stacja paliw BP w granicach Wincentowa z Gatnikami